# غتشين بالا (غتشين)
غتشین بالا (بالفارسية: گچین بالا) هي قرية تقع في إيران في هرمزغان. يقدر عدد سكانها بـ 3,146 نسمة .